# 전주용흥중학교
전주용흥중학교(全州龍興中學校)는 대한민국 전북특별자치도 전주시 완산구 삼천동1가에 있는 공립 중학교이다.

## 학교 연혁
- 2002년 11월 1일 : 전주용흥중학교 설립 인가(30학급 남녀공학)
- 2006년 3월 2일 : 개교(1학년 10학급)
- 2023년 9월 1일 : 제6대 이종명 교장 부임
- 2024년 1월 5일 : 제16회 졸업 111명 (총 3,758명 졸업)

## 참고 자료
- 전주용흥중학교 - 한국교육학술정보원 학교알리미